# 伯灵顿 (肯塔基州)
伯灵顿（英語：Burlington），是美国肯塔基州的一座城市。建立于1799年，面积约为22.8平方公里（8.8平方英里）。根据2010年美国人口普查，该市的人口为15,926人。